# Belçim Bilgin
Belçim Bilgin (Ankara, 31 gennaio 1983) è un'attrice turca, attiva anche come costumista.

## Filmografia parziale

### Cinema
- Kilomètre zéro, regia di Hiner Saleem (2005)
- Dol, regia di Hiner Saleem (2007)
- L'amore ama le coincidenze, regia di Ömer Faruk Sorak (2011)
- Rhino season, regia di Bahman Ghobadi (2012)
- The Butterfly's dream - Kelebeğin Rüyası, regia di Yilmaz Erdogan (2013)
- Sadece Sen - Solamente tu, regia di Hakan Yonat (2014)
- Stranger in my pocket, regia di Serra Yilmaz (2018)
- Giochi di potere, regia di Per Fly (2018)